# Liste der Naturdenkmale in Feldatal
Die Liste der Naturdenkmale in Feldatal nennt die im Gebiet der Gemeinde Feldatal im Vogelsbergkreis in Hessen gelegenen Naturdenkmale.
| Bild | Bezeichnung                           | Ortsteil, Lage                                | Beschreibung | Art        | Nr.     |
| ---- | ------------------------------------- | --------------------------------------------- | --- | ---------- | ------- |
| BW   | Die Steinrück - Wäldchen mit Felsmeer | Kestrich 50° 47′ 8,5″ N, 9° 15′ 52,1″ O       | Baumgruppe, Wäldchen mit Felsmeer (Basaltblöcke). In exponierter Kuppenlage in der Feldflur von Kestrich.                          |            | 3.006.1 |
| BW   | Schlammeiche                          | Köddingen 50° 38′ 21,7″ N, 9° 11′ 25,1″ O     | 2000 aus Verzeichnis gelöscht. Am Waldrand von Köddingen. Höhe 23,5 m, Umfang 6,1 m. Der Baum war abgängig. Ungefährer Standort.   | Einzelbaum | 007     |
| BW   | Dicke Steine                          | Stumpertenrod 50° 35′ 45,7″ N, 9° 11′ 35,1″ O | Basanitklippe aus dünnen Säulen mit schwacher Meilerstellung.                                                                      |            | 3.007.2 |
| BW   | Ginsendorfer Eiche                    | Windhausen 50° 38′ 45,4″ N, 9° 13′ 42,1″ O    | landschaftsprägender Einzelbaum an einem Weg in einer Wiesenlandschaft unweit des Waldes von Windhausen. Höhe 24 m, Umfang 3,55 m. | Einzelbaum | 3.008.1 |

## Belege
1. ↑  
Naturdenkmale in Hessen. (pdf; 405 kB) Anlage zu Kleine Anfrage der Abg. Ursula Hammann (BÜNDNIS 90/DIE GRÜNEN) vom 15.04.2011 betreffend Biotopverbund Teil 2 und Antwort der Ministerin für Umwelt, Energie, Landwirtschaft und Verbraucherschutz. Hessischer Landtag, 22. Juni 2011, S. 103–108, abgerufen am 4. Februar 2016.
2. 1 2 3 4 5 6  
Naturdenkmäler im Vogelsbergkreis -Übersichtstabelle - Anlage 1 der Verordnung. (pdf; 30 kB) www.vogelsbergkreis.de, 1. Januar 2018, abgerufen am 7. Januar 2022.
3. ↑  Schlammeiche bei Köddingen, www.baumkunde.de, abgerufen am 7. Januar 2022

- Karte mit allen Koordinaten:
- OSM |
- WikiMap